# Karl Heinrich Heydenreich

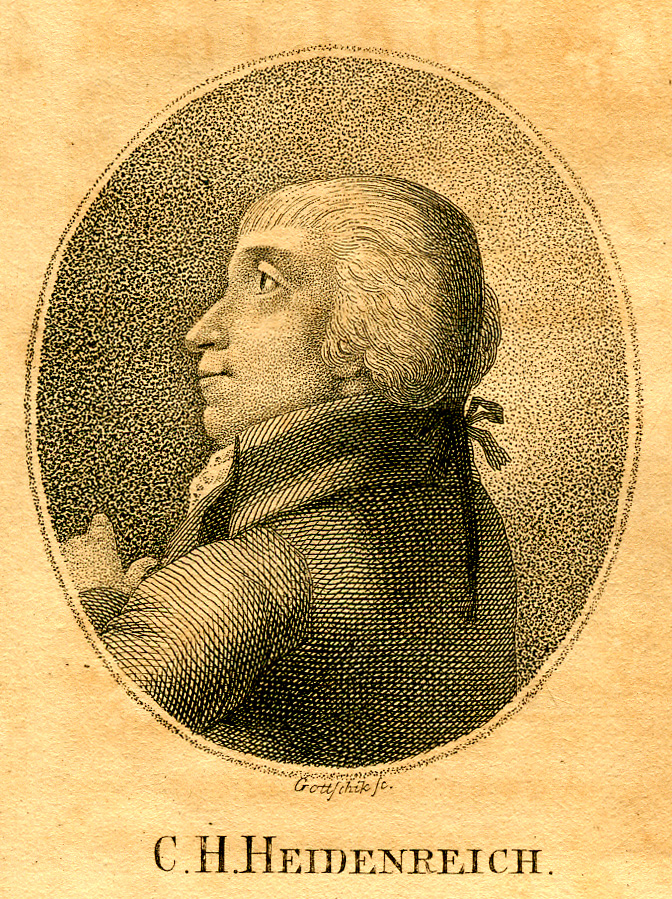
Karl Heinrich Heydenreich (Stich von Gottschick. Porträtkupfer aus Gedichte von Karl Heinrich Heydenreich, Aachen: Forstmann, 1815 (Etui-Bibliothek der deutschen Classiker; 15).)

Karl Heinrich Heydenreich, geboren als Carl Heinrich Heydenreich, (* 19. Februar 1764 in Stolpen; † 26. April 1801 in Burgwerben) war ein deutscher Schriftsteller und Philosoph.

## Leben
Die ersten Erziehungsimpulse empfing der Sohn eines Pfarrers in seinem Elternhaus. Mit 14 Jahren ging er nach Leipzig auf die Thomasschule und 1782 bezog er die dortige Universität, wo er 1785 promovierte. 1789 erhielt er ebendort eine Philosophieprofessur und lehrte bis 1797 vornehmlich Vernunftreligion, Natürliches und Öffentliches Recht, Ethik, Ästhetik, Logik und Psychologie. Seit 1790 gehörte er der Leipziger Freimaurerloge Minerva zu den drei Palmen an. Sein von Schulden, Alkoholmissbrauch und Drogenkonsum gezeichnetes Privatleben brachte ihn 1797/98 über einen geplatzten Wechsel ins Gefängnis. 1798 gab er seine akademische Laufbahn auf und zog sich nach Burgwerben zurück, wo die Pfarrleute ihn bis zu seinem Tod umsorgten.
Seine Karriere als Schriftsteller begann mit Gedichten im Stil des Sturm und Drang und Übersetzungen französischer Texte unterschiedlicher Machart, von Pascals Pensées über Baltasar Gracians Oraculo manual und das Aesthetische Wörterbuch über die bildenden Künste von Watelet und Levesque bis zu dem Klassiker des französischen Frühmaterialismus von Boureau-Deslandes, die Miscellaneen über berühmte Männer und Frauen welche bey froher Laune gestorben sind, zu denen sich Romane, Theaterstücke und Gedichte zahlreicher anderer Autoren gesellen. Sein philosophisches Werk entstand vornehmlich in dem Jahrzehnt, das er an der Leipziger Universität verbrachte und kann als unmittelbarer Ausfluss seiner Professorentätigkeit angesehen werden. Seine zahlreichen Aktivitäten und der Zwang, seinen Lebensunterhalt mit der Feder zu bestreiten, machten ihn zum Sklaven der Verleger. Aus seinem Lebensstil wie auch aus seinen Schriften erwuchsen ihm zahlreiche Gegner, aber in A.W. Schlegel und Hölderlin fand er auch prominente Verteidiger.
Ursprünglich Spinozas Denken zugewandt, näherte er sich während seines Studiums dem Kantianismus an; seinem ersten Biographen zufolge spielte dabei die Lektüre der Kritik der reinen Vernunft im Jahre 1785 eine entscheidende Rolle. Kants Werk blieb bestimmend für seine weitere philosophische Entwicklung, was insbesondere in seinen Betrachtungen über die Philosophie der natürlichen Religion (1790–1791) deutlich wird. Sein Versuch einer Annäherung von reiner Vernunft und Empfindsamkeit sowie seine Stellung innerhalb der Religionsphilosophie der Goethezeit und die Rolle, die er im Spinozastreit einnahm, wurden bis heute nicht eingehend gewürdigt. Er gehörte zu den vielgelesenen Autoren des ausgehenden 18. und beginnenden 19. Jahrhunderts: Johann Samuel Erschs Repertorium der Allgemeinen Literatur listet für den Zeitraum 1785 bis 1801 160 Rezensionen zu seinen Werken auf. Wie er in einem Brief an Reinhold aus dem Jahr 1789 selbst zu verstehen gibt, führte er seinen Erfolg auf sein Bemühen zurück, auch bei der Darstellung komplexer Sachverhalte klar und deutlich zu schreiben (Karl Leonhard Reinholds Leben und litterarisches Wirken, hrsg. von Ernst Reinhold, Jena 1825, S. 343–346). Er übersetzte ein Werk des italienischen Philosophen Appiano Buonafede aus dem Italienischen.

Titelblatt von Heydenreichs 'Enzyklopädischer Einleitung in das Studium der Philosophie' (1793)

## Werke (Auswahl)
- Die Kunst zu leben. Leipzig 1786.
- Natur und Gott nach Spinoza. Leipzig 1789; Nachdruck Brüssel 1973.
- System der Ästhetik. Leipzig 1790; Nachdruck Hildesheim 1978.
- Betrachtungen über die Philosophie der natürlichen Religion. 2 Bände, Leipzig 1790–1791; 2. Auflage 1805; Nachdruck Brüssel 1968 und Jena 2006.
- Gedichte. Leipzig 1792. Neuauflagen 1794, 1802, 1815, 1817, 1827, 1830, 1841, um 1850.
- Encyclopädische Einleitung in das Studium der Philosophie nach den Bedürfnissen unsers Zeitalters. Leipzig 1793.
- Originalideen über die interessantesten Gegenstände der Philosophie. Nebst einem kritischen Anzeiger der wichtigsten philosophischen Schriften. 3 Bände, Leipzig 1793–96; Nachdruck Brüssel 1970–1973 und Jena 2006.
- Aesthetisches Wörterbuch über die bildenden Künste nach Watelet und Levesque. Mit nöthigen Abkürzungen und Zusätzen fehlender Artikel kritisch bearbeitet von K.H. Heydenreich, öffentlicher Professor für Philosophie zu Leipzig. 4 Bände. Leipzig 1793–1795.
- Fragment über die Neutralität der Völker in dem Kriege eines Volkes gegen ein anderes, welches seine Staatsform gänzlich umwandelt. In: Versuch über die Heiligkeit des Staats und die Moralität der Revolutionen. Leipzig 1794.
- Grundsätze des natürlichen Staatsrechts und seiner Anwendung. Leipzig 1795; Nachdruck Goldbach o. J. (Naturrecht und Rechtsphilosophie in der Neuzeit; 15).
- Briefe über den Atheismus. Leipzig 1796; Nachdruck Brüssel 1970.
- Philosophisches Taschenbuch für denkende Gottesverehrer. Leipzig 1796–1799.
- Beiträge zur Kritik des Geschmacks. Leipzig 1797.
- Über Die Durch Gesetzwidrige Wirkung Äusserer Sinne Entstehenden Abergläubischen Täuschungen. Zur Ankündigung seiner im Winterhalbjahre 1797 zu haltenden Vorlesungen. Leipzig 1797.
- Ueber Tod, Seelen-Größe im Tode, und Selbstmord. In: Miscellaneen über berühmte Männer und Frauen welche bey froher Laune gestorben sind [von André-François Boureau-Deslandes], Leipzig 1797.
- Psychologische Entwickelung des Aberglaubens und der damit verknüpften Schwärmerey. Leipzig 1798.
- Mann und Weib. Ein Beytrag zur Philosophie über die Geschlechter. Leipzig 1798.
- Philosophie über die Leiden der Menschheit. Ein Lesebuch für Glückliche und Unglückliche, speculativen und populairen Inhalts. Leipzig 1799; Nachdruck Jena 2006.
- System des Naturrechts nach kritischen Prinzipien. 2 Bände Leipzig 1794–1795; 2. Auflage 1801.
- Gedichte. Leipzig 1794; erweiterte Ausg. in 2 Bänden 1803.
- Vesta. Kleine Schriften zur Philosophie des Lebens. 5 Bände, Leipzig 1798–1801.
- Der Privaterzieher in Familien, wie er seyn soll. 2 Bände, Leipzig 1800/01.
- Maximen für das gesellige Leben und den Umgang mit Menschen. Ein Taschenbuch für junge Personen, welche Ehre, Nutzen und Vergnügen in der Gesellschaft suchen. Leipzig 1801; 3. durchges. Auflage Reutlingen 1804.
- Opfer der weltbürgerlichen Gesinnung und des Patriotismus bey dem Eintritte des neunzehnten Jahrhunderts ... : gewidmet von den Bewohnern der Stadt Weißenfels ; nebst einer Denkschrift auf einen bey dieser Gelegenheit verunglückten ... Mann ; als Anhang folgt eine kurze Darstellung des ... Zustandes der Stadt. Weißenfels [1801].
- Betrachtungen über die Würde des Menschen im Geist der Kantischen Sitten- und Religionslehre. hrsg. von J. G. Gruber, Leipzig 1802.
- Philosophische Gedanken über den Selbstmord freymüthig geprüft von einem seiner Freunde. Weissenfels 1804.
- Fragmente für das Gebiet der praktischen Lebens-Philosophie. Aus dem Briefwechsel vertrauter und gefühlvoller Freunde mit dem verstorbenen Professor Karl Heinrich Heydenreich. Leipzig 1805 und 1806.